# Sabian

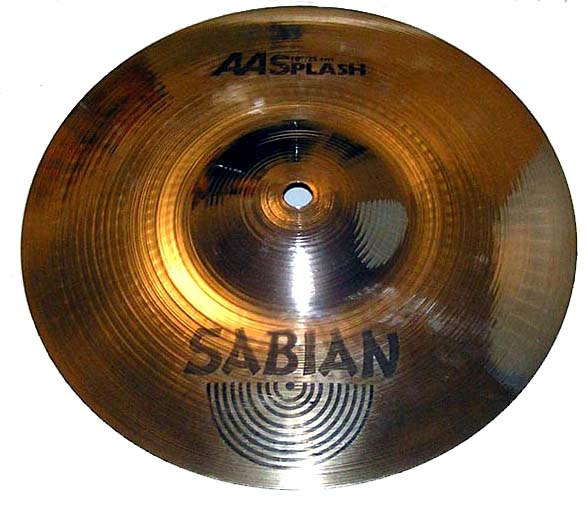
10-inch AA Splash-bekken van Sabian

Sabian is een Canadees bedrijf dat bekkens ontwerpt en fabriceert. Het is een van de grootste bekkenfabrikanten, samen met Zildjian, Paiste en Meinl.

## Geschiedenis
Het bedrijf is opgericht in Meductic, New Brunswick in Canada in 1980 door Robert Zildjian, de zoon van Avedis Zildjian III (de directeur van de Avedis Zildjian Company). Volgens de traditie werd het bedrijf overgedragen aan de oudste zoon. Na de dood van Avedis Zildjian III in 1979 werd Armand (die op dat moment de directeur van Zildjian was) president-directeur. Dit leidde tot ruzie tussen de twee Zildjian broers, waardoor Robert Zildjian vertrok en de rivaal Sabian oprichtte. De twee merken zijn nog steeds rivalen en horen beiden tot de grootste bekkenmerken.
Een regeling zorgde ervoor dat Robert Zildjian de Canadese fabriek kreeg, welke destijds bijna de hele K-lijn van Zildjian produceerde. Bijna alle fabrikage was op dat moment al gestopt in Turkije. Robert stemde toe niet de Zildjian naam te gebruiken of te claimen dat zijn bekkens dezelfde waren als die van Zildjian.
Robert Zildjian creëerde het woord "Sabian" door het combineren van de eerste twee letters van zijn drie kinderen, namelijk Sally, Billy en Andy. Hij begon met twee productielijnen: de HH en AA lijnen, die beide zijn gebaseerd op de Zildjian-legering. De huidige directeur van Sabian Cymbals is Andy Zildjian, de jongste in de familie.
Robert Zildjian is in 2013 overleden op 89-jarige leeftijd.

## Sabians bekkens
De HH of "hand hammered" (hand gehamerd) worden gezien als K Zildjian bekkens met een andere merknaam.
De AA of "Automated Anvil" (geautomatiseerd aambeeld) zijn de eerste machinegemaakte Klokspijsbekkens.
Tegenwoordig heeft Sabian 10 soorten bekkens (elf inclusief de Solar lijn, hun goedkoopste lijn gemaakt van messing). De tien series zijn onderverdeeld in verscheidene categorieën.

### Bronze Beginnings
De B8 en B8 Pro serie worden gezien als beginner bekkens, zij zijn gemaakt van B8 legering (92% koper, 8% tin).

### Creative
De Vault serie en de Neil Peart signature Paragon serie worden gezien als unieke en innovatieve professionele bekkens. Verder zijn Signature bekkens (die deel zijn van de Vault lijn) modellen die ontwikkeld zijn in samenwerking met Sabian giranten. De prijs en kwaliteit verschilt per bekken.

### Vintage
De HH serie en AA serie zijn traditioneel klinkende professionele bekkens.

### Modern
De Xs20 serie worden gezien als mid-level bekkens met "modern value" omdat deze worden gemaakt van de standaard professionele B20 brons legering (80% koper, 20% tin met sporen van zilver). Hun laatste serie, APX worden getypeerd voor hun snijdende hoge tonen vanwege hun B8 legering. Hun AAX serie bekkens ("Modern Bright") worden gemaakt op dezelfde wijze als de AA serie. Waar de AA verschillende tonen produceert bij verschillende volumes, klinken de AAX hetzelfde bij elk volume. De HHX serie ("Modern Dark") werkt volgens hetzelfde principe.

### Andere
Er zijn ook andere Signature bekkens in andere series die niet horen bij de Vault series, zoals de HHX Evolution en Lagacy serie die ontworpen zijn samen met Dave Weckl, en de Groove bekkens samen met Zoro. Verder heeft Sabian nog verschillende experimentele bekkens zoals de AA rockragon Crash, de Xplosion Crashes, de O-Zone Crashes, de X-Celerator hihats, etc.

## Bekende bekkenspelers
- Neil Peart - Rush
- Phil Collins - Genesis, solo
- Chad Smith - Red Hot Chili Peppers
- Mike Portnoy - Dream Theater
- Terry Bozzio - Frank Zappa, Missing Persons, solo
- Billy Cobham - solo
- Jimmy Cobb - John Coltrane, Sarah Vaughan, Billie Holiday, solo
- Jack DeJohnette - Miles Davis
- Joe Morello - Dave Brubeck Quartet
- Chester Thompson - Phil Collins-touring band, Genesis
- Todd Sucherman - Styx
- Andy Hurley - Fall Out Boy
- Bob Bryar - My Chemical Romance
- Dennis Leeflang - Lita Ford, Bumblefoot
- Dave Weckl - solo